# Panic! at the Disco
Panic! at the Disco (forkortet: P!ATD) er et amerikansk rockband fra Las Vegas, Nevada.

## Opståen og tidligere år (2004-2005)
Panic! at the Disco blev dannet i 2004 i en forstad til Summerlin, Las Vegas, af barndomsvennerne Ryan Ross, som sang og spillede guitar, og Spencer Smith, som spillede trommer. De gik begge på Bishop Gorman High School, og de begyndte at spille musik sammen i niende klasse. De inviterede deres ven Brent Wilson fra en nærliggende skole Palo Verde High School til at spille bas, og Wilson inviterede sin klassekammerat Brendon Urie til at prøve sig ad med guitar. Kvartetten begyndte at øve i Smiths bedstemors stue. Urie voksede op som mormon i Las Vegas og begyndte hurtigt at springe øvning over for at gå i kirke. Ross blev forsanger for gruppen, men efter at de havde hørt Urie som kor under øvning, besluttede gruppen sig for at gøre ham til forsanger.
Den monotone natur af Las Vegas påvirkede bandmedlemmerne til at være anderledes og kreative, og snart begyndte de at eksperimentere med demoer. Bandet havde endnu ikke optrådt live, da de skrev kontrakt. Urie begyndte at arbejde på Tropical Smoothie Cafe i Summerlin for at få råd til at betale for bandets nye øvested. De fire lod deres uddannelse gå i baggrunden og besluttede sig for at koncentrere sig om musik; Ross blev uvenner med sin far, da han droppede ud af college, og da Brendon Urie droppede ud af high school, smed hans forældre ham ud hjemmefra. Han boede hos sine venner, indtil han fik råd til en lejlighed.
Ross og Urie begyndte snart at lave deres demoer på computere og lagde tre demoer ("Time to Dance," "Nails for Breakfast, Tacks for Snacks" og "Camisado") ud på PureVolume. Som forsøg sendte de et link til Fall Out Boy-bassisten Pete Wentz via en LiveJournal profil. Wentz, som var i Los Angeles på det tidspunkt med resten af Fall Out Boy, kørte derpå til Las Vegas for at mødes med bandet. Efter at have hørt to-tre sange til øvning var Wentz meget imponeret og ville med det samme have bandet til at skrive kontrakt med sit nyopstartede pladeselskab Fueled by Ramen. Omkring december 2004 besluttede bandet sig for at skrive under. Da nyhederne kom ud omm at Wentz havde skrevet kontrakt med Panic!, begyndte fans på nettet at promovere bandet. I mellemtiden begyndte Wentz at gøre reklame for bandet, hvor han kunne komme til det, fra at gå med "Pete! at the Disco" T-shirts på scenen til at nævne dem i interviews. Wents nævnte bandet under et pressemøde dagen før MTV Video Music Awards: "Jeg har et par bands på vej, et af dem hedder Panic! at the Disco," sagde Wentz. "Deres plade bliver jeres næste yndlingsplade. Det hedder A Fever You Can't Sweat Out – få det før din lillebror gør det."

## Udgivelserne 2005-2011
Den 27. september 2005 udkom Panic! at the Discos første udspil, A Fever You Can't Sweat Out. P!ATDs første single fra debutalbummet var "I Write Sins Not Tragedies", som gjorde, at publikum virkelig fik øjnene op for Panic! at the Disco. Andre hits, som også høstede en hel del opmærksomhed i blandt andet Danmark, var "But It's Better If You Do" og "Lying Is the Most Fun a Girl Can Have Without Taking Her Clothes Off". Sidste single fra det første album var "Build God, Then We'll Talk". Albummet opnåede dobbelt platin.
Første udspil fra efterfølgeren, Pretty. Odd., blev sangen "Nine in the Afternoon", som blev tilføjet til listen af sange på bandets Myspace 29. januar 2008. Pladen har markant anderledes lyd end A Fever You Can't Sweat Out. Den har skiftet meget af det elektroniske fra den tidligere plade ud med en mere mainstream pop-lyd. De mest populære og kendte numre på Pretty. Odd. er blandt andet "That Green Gentleman", "Nine in the Afternoon" og "Northern Downpour".
Den 6. juli 2009 blev der meddelt på bandets hjemmeside, at Ryan Ross og Jon Walker ville forlade bandet for at gå egne veje i forhold til musikken. Brendon Urie og Spencer Smith ville dog stadig fortsætte med at spille som Panic! at the Disco. De har derudover lavet soundtrack til gyseren Jennifer's Body, sangen "New Perspective", som udkom 28. juli 2009.
Bandet udgav sit tredje album, Vices & Virtues, 22. marts 2011. Bandet har modsat Pretty. Odd.-pladen genfundet noget af lyden fra det første album, men har også tænkt nyt, så det hele ikke bliver for ensformigt. Pladens mest populære numre er "The Ballad Of Mona Lisa", "Ready to Go" og "Hurricane". Den 12. maj 2011 udkom sangen "Cmon", som Panic! At The Disco lavede sammen med gruppen Fun. Den 22. september 2011 udgav Panic! At The Disco sangen "Mercenary", som var soundtrack til det nye Batman: Arkham City-spil.

## Koncerter og turnéer
Den 12. oktober 2006 gav de koncert i Store Vega i København, og bandet gæstede igen Danmark 27. februar 2008.
Panic! har turneret sammen med bandet Foxy Shazam og Patrick Stump, som er kendt fra bandet Fall Out Boy.

## Medlemmer
- Fil:Panic_at_the_Disco_Im_Park_2016_(9_von_11).jpgDan Pawlovich
- Fil:Panic_at_the_Disco_Im_Park_2016_(6_von_11).jpgBrendon Urie
- Fil:Nicole_Rowe.webpNicole Row

- Brendon Boyd Urie: forsanger, guitar og klaver.
- Dan Pawlovich: trommeslager, støttevokal.
- Mike Naran: guitarist, støttevokal.
- Nicole Row: bassist, støttevokal.

### Tidligere medlemmer
- Brent Wilson: Bas.
- George Ryan Ross III: Guitar og vokal.
- Jonathan Jacob Walker: Bas og vokal.
- Spencer James Smith: trommer og percussion.

## Diskografi
- A Fever You Can't Sweat Out (2005)
- A Fever You Can't Sweat Out, Collectors Box
- Pretty. Odd. (2008)
- Pretty. Odd. Special Edition
- Vices And Virtues (2011)
- Vices And Vitues Deluxe Edition
- Too Weird To Live, Too Rare To Die (2013)
- Death Of A Bachelor (2016)
- Pray for the Wicked (2018)
- Viva Las Vengeance (2022)

## A Fever You Can't Sweat Out
Udgivet 27. september 2005.
Numre:
- Introduction
- The Only Difference Between Martyrdom And Suicide Is Press Coverage
- London Beckoned Songs About Money Written By Machines
- Nails For Breakfast, Tacks For Snacks
- Camisado
- Time To Dance
- Lying Is The Most Fun A Girl Can Have Without Taking Her Clothes Off
- Intermission
- But It's Better If You Do
- I Write Sins Not Tradgedies
- I Constantly Thank God For Esteban
- There's A Good Reason These Tables Are Numbered Honey, You Just Haven't Thought Of It Yet
- Build God, Then We'll Talk

## Pretty. Odd.
Udgivet 25. marts 2008
- We're So Starving
- Nine In The Afternoon
- She's A Handsome Woman
- Do You Know What I'm Seeing?
- That Green Gentlemen
- I Have Friends In Holy Spaces
- Northern Downpour
- When The Day Met The Night
- Pas De Cheval
- The Piano Knows Something I Don't Know
- Behind The Sea
- Folkin' Around
- She Had The World
- From A Mountain In The Middle Of The Cabins
- Mad As Rabbits

## Vices And Virtues
Udgivet 22 marts 2011
- The Ballad Of Mona Lisa
- Let's Kill Tonight
- Hurricane
- Memories
- Trade Mistakes
- Ready To Go (Get Me Out Of My Mind)
- Always
- The Calendar
- Sarah Smiles
- Nearly Witches (Ever Since We Met)
- Stall Me
- Oh Glory
- Bittersweet
- I Wanna Be Free
- Turn Off The Lights

## Videografi
- "I Write Sins Not Tragedies" (2006)
- "But It's Better If You Do" (2006)
- "Lying Is the Most Fun a Girl Can Have Without Taking Her Clothes Off" (2006)
- "Build God, Then We'll Talk" (2007)
- "Nine In The Afternoon" (2008)
- "Mad as Rabbits" (2008)
- "That Green Gentlemen" (2008)
- "New Perspective" (2009)
- "The Ballad of Mona Lisa" (2011)
- "Ready To Go (Get Out Of My Mind)" (2011)